# 安夏
安夏，字大已，常州府无锡县（今江苏省无锡县）人。明朝诗人，著有《九龙山樵诗》。

## 诗作
《杂兴》

日日双扉掩，经旬罢整冠。
夕阳僧寺远，秋雨女萝寒。
有竹深藏屋，无花强倚阑。
新来缘病懒，不上钓鱼滩。

《初秋寄友》

年年秋水碧连天，望断枫江钓雪船。
彭泽柳丝疏野岸，邵平瓜蔓冷湖田。
谋生计拙重怜病，排闷诗多或废眠。
牢落故人空入梦，岂徒双鬓转萧然。

## 家族
安夏出自无锡世家望族胶山安黄氏，乃明朝收藏家安国之后裔，其高祖父为安国次子安如磐。